# Dolina Wąska

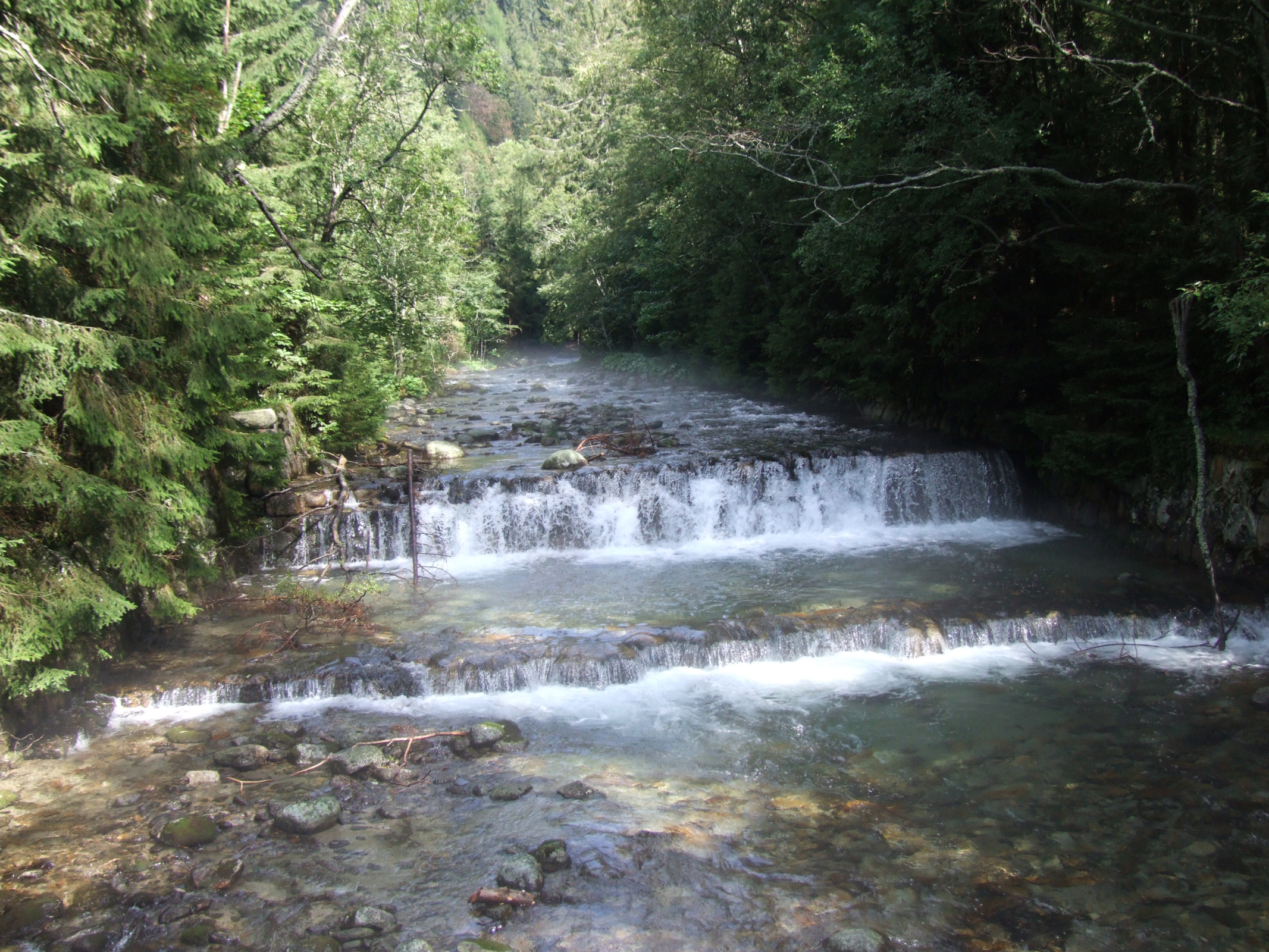
Raczkowy Potok u wylotu doliny

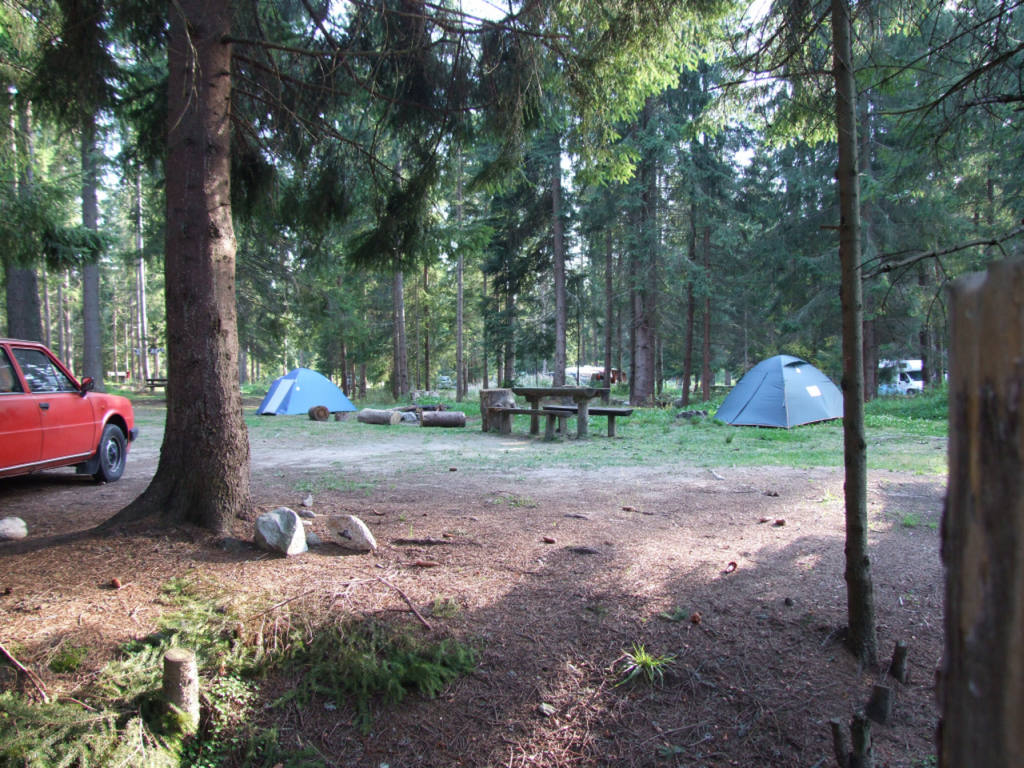
Autokemping „Raczkowa” u wylotu doliny

Dolina Wąska (słow. Úzka dolina) – dolina w słowackich Tatrach Zachodnich. Jest to dolny, dwukilometrowej długości wspólny odcinek Doliny Jamnickiej i Doliny Raczkowej (według źródeł słowackich wyłącznie Doliny Raczkowej), rozdzielonych przez grzbiet Otargańców. Łącznie z tymi dolinami Dolina Wąska jest doliną walną. Jest całkowicie zalesiona, jej dnem płynie duży Raczkowy Potok. Jej wschodnie zbocza podchodzą pod grzbiet Keczki Przybylińskiej (1489 m), zbocza zachodnie to grzbiet Klinowate (1555 m). Dolina jest silnie wyrzeźbiona przez lodowiec w skałach zbudowanych z gnejsów i granitów, jest wąska, dołem o stromo podciętych zboczach. Lasy w dnie doliny są całkowicie przekształcone w wyniku działalności ludzkiej. Dawniej istniały w dolinie kośne i wypasane polany, pasterstwo ma tutaj kilkuwiekową tradycję. Obecnie ostała się tylko nazwa po jednej z polan – Niżnia Łąka.
U wylotu Doliny Wąskiej znajduje się duże osiedle turystyczne, a na nim autokemping Raczkowa z polem namiotowym, hotele, restauracja, domki kempingowe, parking samochodowy. Dawniej Dolina Wąska zwana była Raczkową, stąd też pochodzi nazwa autokempingu.

## Szlaki turystyczne
– niebieski szlak od osiedla turystycznego przez rozdroże na Niżniej Łące, Dolinę Jamnicką i Jamnicką Przełęcz na Wołowiec.
- Czas przejścia od wylotu doliny na Niżnią Łąkę: 30 min w obie strony
- Czas przejścia z Niżniej Łąki na Jamnicką Przełęcz: 4:05 h, ↓ 3:10 h

  – znakowana czerwono Magistrala Tatrzańska.
- Czas przejścia od wylotu Doliny Żarskiej do Doliny Wąskiej: 2:15 h w obie strony
- Czas przejścia z Doliny Wąskiej do Doliny Bystrej: 1:15 h w obie strony

  – znakowaną zielono drogą do Przybyliny wzdłuż Raczkowego Potoku. Czas przejścia od wylotu Doliny Wąskiej: 45 min w obie strony